# Première partie de la discipline générale
 (mars 2017).
- Si vous ne connaissez pas le sujet, laissez ce bandeau (vous pouvez alors contacter les auteurs).
- Si vous supprimez le contenu mis en cause (vous pouvez préalablement contacter les auteurs),

argumentez précisément cette suppression dans la page de discussion
(un manque de référence n'est pas un argument ; une recherche réelle de référence doit avoir été effectuée, être formellement documentée).
 (mars 2017).
Si vous disposez d'ouvrages ou d'articles de référence ou si vous connaissez des sites web de qualité traitant du thème abordé ici, merci de compléter l'article en donnant les références utiles à sa vérifiabilité et en les liant à la section « Notes et références ».
 (mai 2023).
La première partie de la discipline générale figure dans plusieurs ouvrages de la discipline générale (dans les Forces armées françaises) notamment celle mis à jour le 1er janvier 1955. 
Le volume 321 est destiné à se substituer au volume 78 de l’ancienne collection. Il a été conçu selon le plan des ouvrages de la nouvelle collection. Toutefois, cette œuvre n’est pas réellement complète puisqu'elle ne comporte pas la plupart des circulaires et instructions figurant dans le volume 31 de l’ancienne nomenclature. Mais la refonte de ces textes, impliquant une prise de position nette sur un certain nombre de problèmes particulièrement délicats, n’a pu être entreprise dès l’époque. En raison des nécessités du service qui réclamaient une mise à jour rapide du texte, sa refonte n’a pu être envisagée, les délais imposés par un travail aussi complexe et important étant beaucoup trop longs. C’est pourquoi de nombreux renvois ont dû être placés au bas des pages afin de permettre au lecteur d’avoir un texte aussi compréhensible que possible. 
Cet ouvrage était considéré comme un ouvrage de transition, en attendant la refonte du décret du 1er avril 1933. Ce livre a pour principe de notamment respecter les principes de l’édition méthodique du Bulletin officiel, qui voulaient à cette époque qu’un seul texte figurait dans un seul volume, c’est pour cela que cet ouvrage a abrogé les annexes qui figuraient à la fin du volume 78, ces annexes traitant les questions de permission qui ont figuré dans le volume 324
Ce volume 321 présente trois chapitres :
1. Texte réglementaire.
2. Documents administratifs réglementaires.
3. Tables.

## Texte réglementaire
Ce premier chapitre commence tout d'abord par un rapport fait par le président du Conseil, Ministre de la guerre, Édouard Daladier, destiné au président de la République Albert Lebrun (1932-1940), à Paris, le 31 mars 1933. et comporte également un décret portant sur le règlement du service dans l'armée. À la suite de ce rapport, le lendemain, soit le 1er avril 1933, un décret est mis en place, portant sur le règlement du service à l'armée.
Ce chapitre est divisé en trois parties :
1. Principes généraux.
2. Cérémonial militaire ; inspections ; manifestations extérieures de la discipline.
3. Récompenses et punitions.

### Principes généraux
Ces principes généraux sont organisés en quatre articles :
1. Bases de la discipline.
2. Règles générales de la subordination.
3. Méthode de commandement et action personnelle du chef dans l'éducation morale.
4. Attributions d'ensemble des officiers généraux.

### Cérémonial militaire; inspections; manifestations extérieures de la discipline
Cette seconde partie est composée de 26 articles :
- Article 5 : But et détails du cérémonial militaire.
- Article 6 : Règles générales communes.
- Article 7 : Présentation au drapeau et réception du chef de corps devant sa troupe.
- Article 8 : Visites à l'intérieur d'un corps.
- Article 9 : Réception des militaires décorés de la Légion d'honneur ou de la médaille militaire.
- Article 10 : Cérémonial pour la réception des militaires décorés de la Légion d'Honneur ou de la médaille militaire.
- Article 11 : Remise de médailles et récompenses diverses.
- Article 12 : Inscriptions aux ordres.
- Article 13 : Inspections.
- Article 14 : Considérations générales.
- Article 15 : Devoirs des militaires envers le drapeau.
- Article 16 : Devoirs des militaires devant leur chef.
- Article 17 : Marques extérieures de respect.
- Article 18 : Salut.
- Article 19 : Manière de se présenter à un supérieur. Appellations.
- Article 20 : Visites des officiers dans les locaux occupés par la troupe.
- Article 21 : Correspondance militaire.
- Article 22 : Devoirs des militaires envers eux-mêmes et leurs camarades.
- Article 23 : Militaires et agents militaires logés dans les bâtiments de l’État.
- Article 24 : Dignité professionnelle et esprit de corps.
- Article 25 : Attitude des militaires à l'extérieur.
- Article 26 : Règles relatives au port des différentes tenues.
- Article 27 : Port des décorations.
- Article 28 : Devoir des militaires envers les autorités civiles en uniforme.
- Article 29 : Droit de publier des écrits et de prendre la parole en public.
- Article 30 : Interdiction concernant les écrits antipatriotiques et antimilitaristes. organisations et souscriptions interdites.

### Récompenses et punitions
Cette troisième partie est composée de 30 articles :
- Article 31 : But.
- Article 32 : Nature des récompenses.
- Article 33 : Félicitations, témoignages de satisfaction et citations à l'ordre.
- Article 34 : Permissions.
- Article 35 : Nomination des soldats à la Première Classe.
- Article 36 : Avancement.
- Article 37 : Certificat de bonne conduite.
- Article 38 : Classification des fautes.
- Article 39 : Droits de punir et exercice de ce droit.
- Article 40 : Détermination des punitions.
- Article 41 : Modifications et suspensions de punitions. Sursis.
- Article 42 : Punitions des hommes de troupe, des sous-officiers et des agents militaires.
- Article 43 : Mode d'exécution des punitions de consigne, salle de police, prison régimentaire, cellule.
- Article 44 : Avertissement, réprimande du chef de corps. Arrêts.
- Article 45 : Punitions des militaires en permission ou en congé.
- Article 46 : Tableau des punitions se décomptant par jour.
- Article 47 : Sanctions particulières concernant les militaires non officiers.
- Article 48 : Renvoi à la Seconde Classe.
- Article 49 : Envoie aux bataillons d'infanterie légère.
- Article 50 : Rétrogradation. Cassation. Révocation. Admission d'office à la retraite proportionnelle. Non-activité. Réforme. Radiation des cadres d'office.
- Article 51 : Remise volontaire des grades.
- Article 52 : Inscription et enregistrement des punitions.
- Article 53 : Punitions des officiers, nature, notification et exécution des punitions.
- Article 54 : Durée de punitions.
- Article 55 : Compte rendu des punitions infligées aux officiers et sous-officiers de carrière.
- Article 56 : Communication préalable à certaines sanctions disciplinaires.
- Article 57 : Réclamation.
- Article 58 : Dispositions spéciales aux troupes coloniales.
- Article 59 : Dispositions générales.
- Article 60 : Formule exécutoire.

## Documents administratifs réglementaires
Le second chapitre de cet ouvrage ne porte aucun article. Elle permet aux militaires d'obtenir des modèles de documents administratifs qu'ils seront amenés à faire. Nous trouvons dans ce livre les modèles suivant :
- Modèle de première page de rapport.
- Modèle de dernière page de rapport.
- Modèle d'extrait du livret individuel.
- Modèle de certificat de bonne conduite.
- Modèle de compte rendu d'une punition infligée à un officier.
- Modèle de compte rendu d'une punition infligée à un militaire non officier.
- Modèle de feuillet de punition.

## Tables
Ce dernier chapitre est divisé en 7 parties :
- Nomenclature des documents administratifs réglementaires.
- Liste des textes abrogés ou devenus caducs.
- Liste des textes qui seront insérés dans d'autres volumes.
- Table chronologique.
- Liste des textes mentionnés au présent volume.
- Table alphabétique.